# دیوید برنت: زندگی در جاده
دیوید برنت: زندگی در جاده (انگلیسی: David Brent: Life on the Road) فیلمی کمدی به کارگردانی ریکی جرویز است که در سال ۲۰۱۶ منتشر شد.